# Шиченга
Ши́ченга (рос. Шиченга) — селище у складі Міжріченського району Вологодської області, Росія. Входить до складу Сухонського сільського поселення.

## Населення
Населення — 86 осіб (2010; 228 у 2002).
Національний склад (станом на 2002 рік):
- росіяни — 96 %